# Hudson (Caroline du Nord)
Pour les articles homonymes, voir Hudson.
Caldwell est une ville américaine située dans le comté de Caldwell en Caroline du Nord. En 2010, sa population était de 3 776 habitants.

## Démographie
| 1910 | 1920 | 1930 | 1940 | 1950 | 1960  |
| ---- | ---- | ---- | ---- | ---- | ----- |
| 411  | 403  | 650  | 748  | 922  | 1 536 |

| 1970  | 1980  | 1990  | 2000  | 2010  | - |
| ----- | ----- | ----- | ----- | ----- | - |
| 2 820 | 2 888 | 2 819 | 3 078 | 3 776 | - |

## Traduction
- (en) Cet article est partiellement ou en totalité issu de l’article de Wikipédia en anglais intitulé « Hudson, North Carolina » (voir la liste des auteurs).